# Sos (Lot i Garonna)
Sos – miejscowość i gmina we Francji, w regionie Nowa Akwitania, w departamencie Lot i Garonna.
Według danych na rok 1990 gminę zamieszkiwało 718 osób, a gęstość zaludnienia wynosiła 14 osób/km² (wśród 2290 gmin Akwitanii Sos plasuje się na 567. miejscu pod względem liczby ludności, natomiast pod względem powierzchni na miejscu 115.).